# 毛脉西南卫矛
毛脉西南卫矛（学名：Euonymus hamiltonianus f. lanceifolius）为卫矛科卫矛属西南卫矛下的一个变型。